# Xã Bordulac, Quận Foster, Bắc Dakota
Xã Bordulac (tiếng Anh: Bordulac Township) là một xã thuộc quận Foster, tiểu bang Bắc Dakota, Hoa Kỳ. Năm 2010, dân số của xã này là 75 người.